# Distrikt Tigre
Der Distrikt Tigre (spanisch Distrito de Tigre, Quechua Tiqri distritu) liegt in der Provinz Loreto in der Region Loreto in Nordost-Peru. Er wurde am 2. Juli 1943 gegründet. Der Distrikt besitzt eine Fläche von 20.138 km². Beim Zensus 2017 wurden 7404 Einwohner gezählt. Im Jahr 1993 lag die Einwohnerzahl bei 5564, im Jahr 2007 bei 7304. Verwaltungssitz ist die 125 m hoch am rechten Flussufer des Río Tigre gelegene Ortschaft Intuto mit 1701 Einwohnern (Stand 2017). Intuto liegt 175 km nordwestlich der Provinzhauptstadt Nauta.
Im Distrikt leben die Volksgruppen der Urarina und der Quechua Pastaza. Über den Nordosten des Distrikts erstreckt sich das Schutzgebiet Reserva Nacional Pucacuro.

## Geographische Lage
Der Distrikt Tigre liegt im peruanischen Amazonasgebiet im Nordosten der Provinz Loreto. Der Rio Tigre und dessen linker Nebenfluss Río Pucacuro durchfließen den Distrikt in überwiegend südsüdöstlicher Richtung.
Der Distrikt Tigre grenzt im Westen an den Distrikt Trompeteros, im Nordwesten an Ecuador, im Nordosten an den Distrikt Napo (Provinz Maynas), im Osten an den Distrikt Alto Nanay (ebenfalls in der Provinz Maynas), im Süden an den Distrikt Nauta sowie im Südwesten an den Distrikt Urarinas.